# Lüdia
Lüdia, latinosan Lydia, akkádul Ludu ókori anatóliai államalakulat volt, amely Phrügia bukásával párhuzamosan emelkedett fel az i. e. 7. században, azonban a rohamosan erősödő Perzsa Birodalomnak már nem tudott ellenállni. Lüdia lakói a lüdök (más változatban lídek vagy lüdiaiak) voltak.

## Elhelyezkedése
Lüdia eredeti területe Nyugat-Anatóliában feküdt, Müszia, Kária, Phrügia és Iónia között. A Szardeisz központú állam területét az i. e. 7. és i. e. 6. században Alüattész és Kroiszosz hódításai tették igazán naggyá: bukása előtt nyugaton az Égei-tengerig, keleten pedig a Halüszig nyúlt. Délen Lükia kivételével a Földközi-tenger partvidékét is ellenőrzése alatt tartotta. Lüdia rendkívül gazdag volt aranybányákban, ami lehetővé tette, hogy itt jelenjen meg először a pénz, a királyok pedig mesés vagyont halmozzanak fel.

## Története
Lüdia legkorábbi története a hettita birodalmi korig nyúlik vissza, de a kapcsolat pontos mértéke ismeretlen. Az bizonyos, hogy a korábbi Arzava helyén létesült, amelynek egyik általában használt neve: Luwia. Ez a név Lüdia nevével összevethető. A luvi nyelvet a hat legnagyobb és legfontosabb hettita nyelvként tartják számon, és a hettita → görög szóetimológiák nagyban támaszkodnak a luvi nyelv jellegzetességeire. Nem tudni azonban, hogy folytonosság állt-e fenn az államiságban, és az etnikumban Arzava és Lüdia között. A lüd királyok mitikus családfája viszont benyúlik az i. e. 13–14. századba is.
Lüdia csak jóval a hettiták bukása után, a kimmerek által elpusztított Phrügia romjain virágzott fel. A Gügész nevű királyt (kb. i. e. 680-650) asszír forrásokból is ismerjük, itt Gug(g)û a neve (az akkád szó szolgát jelent). Gügész szövetségre lépett a kimmerek ellen Assur-bán-aplival, ám kezdeti sikerei után Egyiptommal paktált le, megengedve, hogy a fáraó zsoldosokat toborozzon országából az asszírok ellen. Nem csoda, hogy az asszír források mintegy megérdemelt büntetésnek tekintik, hogy a kimmerek súlyos pusztításokat vittek végbe Lüdiában ezt követően. Gügész fia, II. Ardüsz a súlyos csapások elől visszatért Asszíria hűségére.
Ardüszt a fia, Szadüattész követte a trónon, akihez Hérodotosz már jelentősebb hódításokat köt, emellett harcolt az Uvakhsatra vezette médekkel. Az ő utóda, az i. e. 6. század első felében uralkodó, a kimmereket végleg legyőző II. Alüattész a keleti terjeszkedés során keveredett komoly harcba a médekkel. A Halüsznél csapott össze a két sereg, azonban az ütközetnek véget vetett egy napfogyatkozás (i. e. 585. május 28.). A harcoló felek kibékültek, és a Halüszt tették meg határnak.
Alüattész utóda, a gazdagságáról nevezetes Kroiszosz (i. e. 560–546), az epheszoszi Artemisz-szentély építtetője a médek bukását kihasználva, miután ellenőrzése alá vonta a kis-ázsiai görög poliszok zömét, ismét kelet felé tört. i. e. 547-ben Pteriánál – a régi Hattuszasz – csapott össze II. Kürosz perzsa király seregével, majd a döntetlen ütközet után visszatért fővárosába, hogy erőt gyűjtsön az új csapásra. Arra azonban nem számított, hogy Kürosz azonnal üldözőbe veszi és még a télen megostromolja Szardeiszt. A város elesett, Kroiszosz viszont életben maradt, és élete végéig az Perzsa Birodalom nagykirályának egyik tanácsosa volt.
Lüdia ezek után sosem lett önálló, de a neve fennmaradt. Először III. Alexandrosz, később a Szeleukida Birodalom, végül a független Attalida Pergamon uralta. i. e. 133-ban az utóbbival együtt a Római Birodalom Asia provinciájának része lett. Diocletianus római császár alatt Lydia egy kicsi, Sardes központú tartomány neve lett. Lüdia később a Bizánci Birodalom részét képezte, amíg a 14. században az Oszmán Birodalom meg nem hódította.

## Lüdia a mitológiában
A görög mitológiában az eredetileg Meiónia nevet viselő területet három dinasztia uralta. Az első mitikus király a Tartaroszban örök szenvedésre ítélt Tantalosz volt, de később maga Héraklész is ült a trónján. Az ország Atüsz fia, Lüdosz uralkodása alatt vette fel uralkodójáról a Lüdia nevet. A későbbiekben is számos isteni alakot tekintettek lüdiai királynak, így Tmolosz hegyistent, Marszüasz szatírt, Iardanosz folyóistent és leányát, Omphalét, aki mellett Héraklész a legenda szerint női ruhában bűnhődött.
A hagyomány szerint ún. Tilondia-dinasztia i. e. 800 körül került trónra, és olyan királyok tartoztak hozzá, mint I. Ardüsz, Ker, I. Alüattész, Mürszosz és Kandaulész. A hagyomány szerint Gügész, a harmadik (Mermnád-) dinasztia alapítója Kandaulész testőrparancsnoka volt, aki kényszerűségből végzett urával, és feleségül vette annak asszonyát.

## Kultúra
A lüd nyelv az indoeurópai nyelvcsalád tagja volt, annak is az anatóliai ágával volt rokon, tehát a hettita nyelvvel állt közelebbi rokonságban. Az i. e. 1. században halt ki. A lüd istenvilág fontos szereplője a phrüg eredetű Kübelé istenanya valamint fia és szeretője, Attisz volt.

## Művészet
Lüdia művészete Anatólia bronzkori kultúrái közül fejlődött önállóvá. Jellegzetesek sírépíményei, fémművessége, szobrászati alkotásai. Fontos közvetítő szerepet játszott Kelet és Nyugat, azaz Hellasz között. A birodalom bukásával, i. e. 546-ban az önálló lüdiai művészet is megszűnt.